# Агафонова Надія Олександрівна
Наді́я Олекса́ндрівна Агафо́нова, у шлюбі То́рхова (1 лютого 1978, Миколаїв — 29 березня 2022, Миколаїв) — українська поетеса. Член Національної спілки письменників України (з 2016).

## Життєпис
Народилася у Миколаєві.
У 2000 році закінчила з відзнакою Миколаївський національний університет імені В. О. Сухомлинського (факультет української філології), у 2004 році — Міжрегіональну академію управління персоналом (факультет правознавства), у 2017 році — з відзнакою Чорноморський національний університет імені Петра Могили (магістр державного управління).
Публікувалася в обласній та всеукраїнській пресі, журналі «Российский колокол», альманахах «Юрьев день», «Девятый Сфинкс», «Стых» та ін. Авторка збірки поезій «Пой дождю осанну» (2010), співавтор науково-публіцистичного видання «Господарське судочинство на теренах Миколаївщини: від Ольвії до сьогодення» (2011). Авторка понад 50 публікацій у періодиці та літературно-художніх збірках. Входила до редакційної колегії поетичної антології «Украина. Русская поэзия. ХХ век» (2008).
Член творчого об'єднання «Сфінксів Легіон», Міжрегіонального союзу письменників України (з 2006), Конгресу літераторів України (з 2006), Національної спілки письменників України (з 2016).
Останнім часом обіймала посаду начальниці організаційно-правового відділу Господарського суду Миколаївської області. 
Загинула під руїнами будівлі Миколаївської обласної державної адміністрації, зруйнованої російськими загарбниками.

## Основні твори
- Агафонова Н. А. Весна. Апрель. Мне снова… : стихи / Н. Агафонова // Украина. Русская поэзия, ХХ век: антология / сост. Ю. Каплан. — Киев, 2007. — С. 341.
- Агафонова Н. А. МеККаполис: стихи / Н. Агафонова // Поэтическая пристань: сборник стихов. — Николаев: Издательство Ирины Гудым, 2007. — С. 61 — 73.
- Агафонова Н. А. Гринджолята із снами про літо: вірші / Н. Агафонова // Соборна вулиця. — 2012. — № 2. — С. 70 — 74.
- Агафонова Н. А. Прелюдия к утру: стихи / Н. Агафонова // Мой город. Сорок стихотворений о Николаеве / сост., авт. прсдисл. Е. Г. Мирошниченко. — Николаев: Издатель Шамрай П. Н., 2013. — С. 54 — 57.
- Агафонова Н. А. І мови замовкнуть: вірші / Н. Агафонова // Соборная улица. — 2018. — № 3-4. — С. 66–70.

## Творчі досягнення
- Лавреат Поетичного блоку Третього всеукраїнського фестивалю «Звуки поезії-2005» (2005, м. Вінниця);
- Лавреат Восьмого всеукраїнського поетичного фестивалю «Летающая крыша» (2005, м. Черкаси);
- Лавреат Першого всеукраїнського літературного фестивалю «Еліта» (2006, м. Луганськ);
- Лавреат Всеукраїнського фестивалю поезії «Ватерлінія» (2011, м. Миколаїв).

## Родина
Була одружена з українським російськомовним поетом і прозаїком Олексієм Торховим.